# Conus mustelinus
Conus mustelinus é uma espécie de gastrópode do gênero Conus, pertencente à família Conidae.

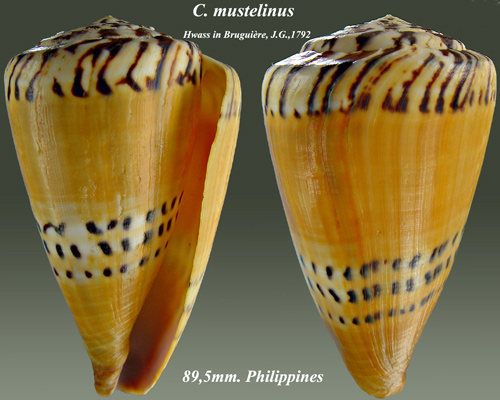
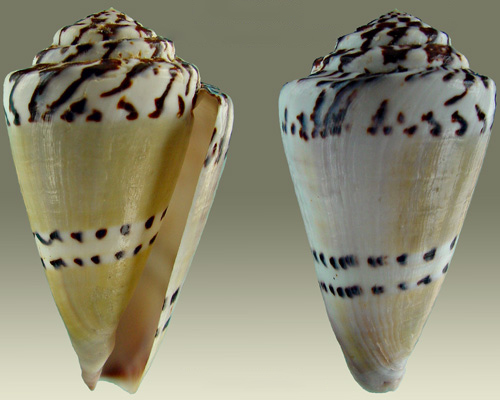